# سالي بويدن (ممثلة)
سالي بويدن (بالإنجليزية: Sally Boyden)‏ هي كاتبة أغاني ومغنية وممثلة أسترالية، ولدت في 21 مايو 1965 في أستراليا.

## وصلات خارجية
- سالي بويدن على موقع IMDb (الإنجليزية)
- سالي بويدن على موقع ميوزك برينز (الإنجليزية)
- سالي بويدن على موقع ديسكوغز (الإنجليزية)
- سالي بويدن على موقع قاعدة بيانات الفيلم (الإنجليزية)